# Cantone di Cany-Barville
Il Cantone di Cany-Barville era una divisione amministrativa dell'arrondissement di Dieppe.
È stato soppresso a seguito della riforma complessiva dei cantoni del 2014, che è entrata in vigore con le elezioni dipartimentali del 2015.
Comprendeva i comuni di
- Auberville-la-Manuel
- Bertheauville
- Bertreville
- Bosville
- Butot-Vénesville
- Canouville
- Cany-Barville
- Clasville
- Crasville-la-Mallet
- Grainville-la-Teinturière
- Malleville-les-Grès
- Ocqueville
- Ouainville
- Paluel
- Saint-Martin-aux-Buneaux
- Sasseville
- Veulettes-sur-Mer
- Vittefleur